# C.H.O.M.P.S.
Pour plus de détails, voir Fiche technique et Distribution.
C.H.O.M.P.S. est un film américain réalisé par Don Chaffey, sorti en 1979.

## Synopsis
La petite ville de Hamilton est la proie d'une bande de cambrioleurs qui multiplient les mauvais coups. La police est d'autant plus impuissante que les malfaiteurs semblent capables de défier les systèmes de sécurité les plus sophistiqués.
Brian Foster, un jeune ingénieur travaillant pour la firme de sécurité Norton, a mis au point un nouveau système ultraperfectionné. Hélas, les essais ne sont guère concluants, au grand désespoir de Brian et de Cassey, la fille de Norton, qui entretient une relation sentimentale avec le technicien. La société Norton se trouve ainsi en grande difficulté, à la grande satisfaction de Gibbs, son principal concurrent. En désespoir de cause, Brian ressort son projet secret « C.H.O.M.P.S. », un robot de protection, créé à l'image de Rascal (Canaille), le petit chien de compagnie du jeune homme.

## Fiche technique
- Titre : C.H.O.M.P.S.
- Réalisation : Don Chaffey, assisté de Burt Topper
- Scénario : Dick Robbins, Duane Poole & Joseph Barbera
- Musique : Hoyt Curtin
- Photographie : Charles F. Wheeler
- Montage : Dick Darling & Warner E. Leighton
- Production : Joseph Barbera
- Sociétés de production : American International Pictures & Hanna-Barbera Productions
- Société de distribution : American International Pictures
- Pays de production :  États-Unis
- Langue : Anglais
- Format : Couleur - 1.85:1
- Genre : Comédie, science-fiction
- Durée : 91 min
- Date de sortie : États-Unis : 21 décembre 1979

## Distribution
- Wesley Eure (VF : José Luccioni) : Brian Foster
- Valerie Bertinelli : Casey Norton
- Conrad Bain (VF : Henri Poirier) : Ralph Norton
- Chuck McCann : Brooks
- Red Buttons : Bracken
- Larry Bishop : Ken Sharp
- Jim Backus (VF : Raoul Delfosse) : M. Gibbs
- Hermione Baddeley : Mme Fowler
- Robert Q. Lewis : Merkle
- Regis Toomey : chef Patterson